# Lefty Enright
Personaj din Masacrul din Texas. Apare doar în Masacrul din Texas Partea a 2-a.

## Apariția din al doilea film
Lefty Enright, apare numai în al doilea film al seriei. Este unchiul lui Sally Hardesty și al fratelui său , Franklin. Inamicul lui este Familia Sawyer. Aceasta l-a omorât pe Franklin și pe Sally au torturat-o . El vrea să-i răzbune pe cei doi. Este un ranger. Vine pentru a investiga un accident de mașină . Caută dovezi și își ia niște drujbe . El se aliază cu Vanita "Stretch" Brock' care dă înregistrarea cu accidentul rutier pentru Lefty. Drayton Sawyer, Chop Top, Bunicul (Masacrul din Texas) și Față de Piele o capturează pe Vanita "Stretch" Brock . Lefty atacă locul familiei Sawyer . Se luptă cu Față de Piele cu drujba . Drayton ia o grenadă și se pregătește să o arunce . Lefty îl omoară pe Leatherface și Drayton o aruncă,provocând o explozie în care mor Față de Piele,Bunicul,Drayton. În această explozie a murit și Lefty.
Format:Seria Masacrul din Texas